# 玉女心經
玉女心經，古墓派最上乘的武功，亦是金庸武俠小說中最絕頂的武功之一。是祖師林朝英創來專門用來克制全真派的武功，修練時須得二人同練，互為臂助。修練的第一步是先練成古墓派本門各項武功。第二步是學全真派武功。第三步再練克制全真派武功的玉女心經。
玉女心經上的玉女劍法專門克制全真劍法，步步针锋相对，招招制敌机先，全真剑法不论如何腾挪变化，总脱不了玉女剑法的笼罩。玉女劍法的剑招均极狠辣，但依照经中所嘱，折去长剑剑尖，又将剑刃两边剑锋以锤子打钝，这剑既不能刺人，又不能伤人，变成了徒有剑招、剑意而不能伤人的“无锋剑”。“无锋剑”不易伤人，乃因林朝英只求克制全真剑法，无意当真与王重阳性命相拼，旨在较艺而非搏斗，一胜即可，决不伤人。因之古墓派的“玉女无锋剑”剑招奇幻，变化莫测，似乎平平无奇，突然间幻招忽生，看去极像要抛剑认输，却怪事陡起，剑招忽从万万不可能之处生出，实令人眼花缭乱，手足无措。
《玉女心经》练到第七篇之后，全是二人联手对敌之术，双剑合璧，男攻则女守，男守则女乘机攻敌。两人攻守兼备，女的要跳在男的劍上攻者不虞对方反击，尽可全力施为，攻势比之原来强了一倍，守者因有攻者窥伺在侧，敌人不敢全力进攻，来力减弱，守者随时可转守为攻。
林朝英欲在內功上創製新法而勝過全真教內功，因此玉女心經別尋蹊徑，自旁門左道力搶上風。但練功時全身熱氣蒸騰，須揀空曠無人之處，全身衣服暢開而修習，使得熱氣立時發散，無片刻阻滯，否則轉而鬱積體內，小則重病，大則喪身，練到後來二人需以內力導引防護，合二人之力方能共渡險關。心经内功要旨在更增纵跃之能以及出招的快捷，劲力的增长却非玉女心经要旨所在。所以要两人同练，一来若遇走火入魔解困厄时可以互相救助，更要紧的是使得两人心灵相通，在危急之际有如一人。
玉女心经的第九篇全是内功，共分九段行功，單數行功是「陰進」，雙數為「陽退」，修練陽退時可隨意停止，但修練陰進時就必須一氣呵成，中途不能微有頓挫。
第三版裡也強調，玉女心經修練成功後，古墓派內功漸高，學者隻身輕足健，出手快捷，於常人發出一招的時刻中可連發三四招，但招力卻並不相應而增。因為林朝英只想勝過王重陽而非殺他，所以心經武學只求身法快捷、招式匪夷所思。